# Windows CE 3.0
Microsoft Windows CE 3.0 es un sistema operativo  diseñado para sistemas embebidos incluyendo trabajando dentro de las restricciones de los procesadores lentos y de la cantidad reducida de memoria disponible en estos dispositivos. Puede funcionar en varios tipos de procesadores y tiene soporte para programación en tiempo real. Este sistema operativo tenía los mismos iconos que Windows XP pero el resto era muy diferente como el menú inicio el fondo de pantalla y otras cosas. Esta versión fue apoyada hasta 2007 y más allá de eso no se apoya es sistema embedded.
- Datos: Q3317169